# Sapromyza lineatus
Sapromyza lineatus är en tvåvingeart som beskrevs av Samuel Wendell Williston  1896. Sapromyza lineatus ingår i släktet Sapromyza och familjen lövflugor. Inga underarter finns listade i Catalogue of Life.